# Charles-Pierre Colardeau

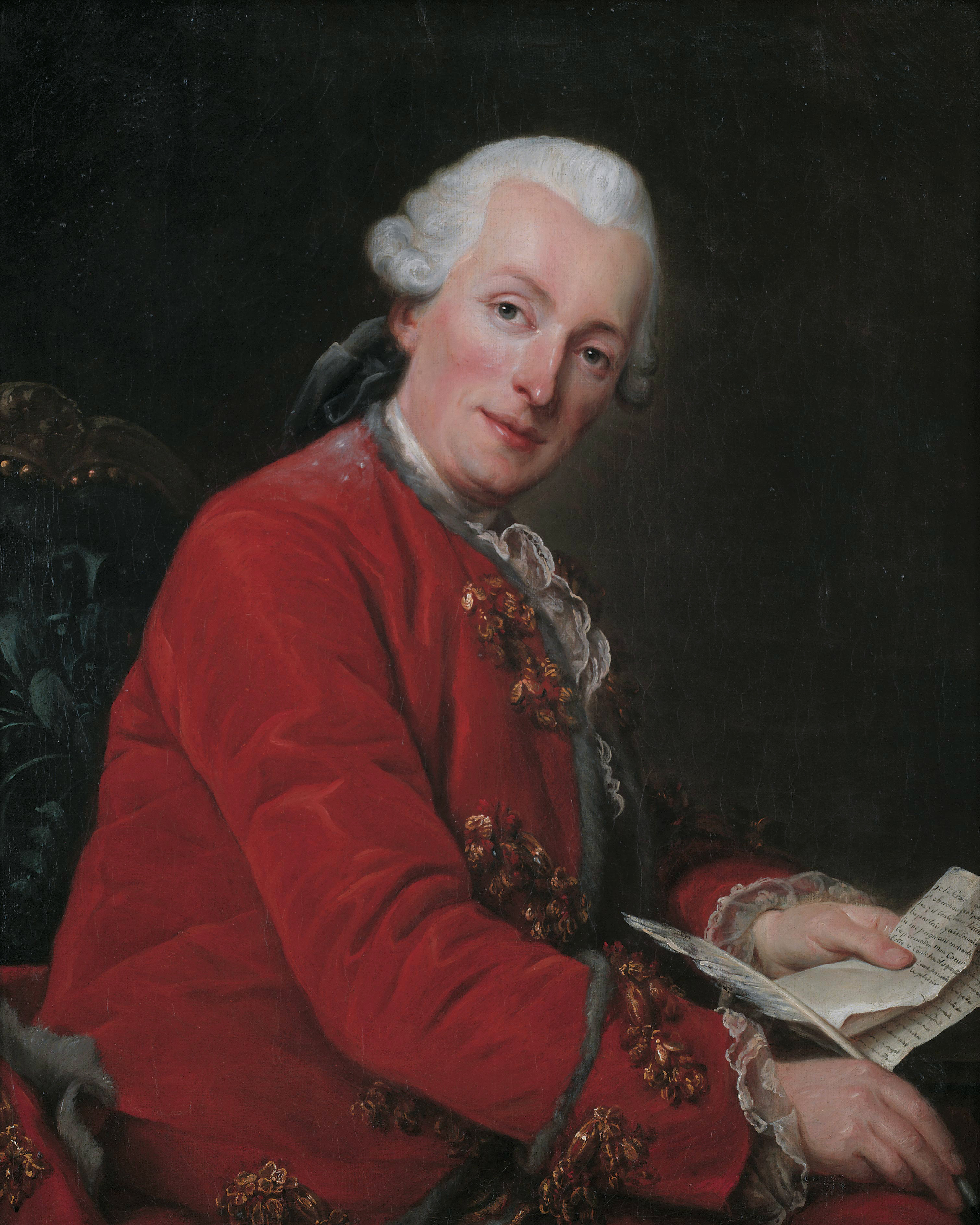
Charles-Pierre Colardeau (von Guillaume Voiriot)

Charles-Pierre Colardeau (* 12. Oktober 1732 in Janville; † 7. April 1776 in Paris) war ein französischer Dichter, Dramatiker und Mitglied der Académie française.

## Leben und Werk
Colardeau stammte aus bürgerlichem Hause. Er war das älteste von vier Kindern, die nach dem frühen Tod der Eltern von einem Onkel mütterlicherseits, dem Kanonikus Louis Regnard (1715–1789), Doktor der Theologie und langjähriger Pfarrer der Kirche Saint-Salomon, in Pithiviers aufgezogen wurden. Colardeau besuchte die Schule der Jesuiten in Orléans, dann in Meung-sur-Loire. Mit 18 Jahren wechselte er an das Collège de Beauvais in Paris. Ein Jurastudium schloss er nicht ab, teils aus gesundheitlichen Gründen, teils aus Neigung zum Literatentum. Seine engsten Freunde waren der Maler Gabriel François Doyen und der Schriftsteller Claude-Joseph Dorat. Er fand Gönner in Charles-Louis Marie de Coskaer Graf La Vieuville (1697–1771) und seiner Witwe. Sein schmales dichterisches Werk, das vor allem von der Weiblichkeit geschätzt wurde, brachte ihm 1776 die Wahl in die Académie française (Sitz Nr. 21) ein, doch starb er noch vor der offiziellen Aufnahme im Alter von 43 Jahren. Jean-François de La Harpe, sein Nachfolger in der Akademie, und mehr noch (der La Harpe begrüßende) Jean-François Marmontel würdigten Colardeau in ihren Akademiereden.

## Werke (Auswahl)
- Lettre d’Héloïse à Abailard. Frei nach Pope. Paris 1758.  (nach Alexander Pope: Eloisa to Abelard, 1717)
  - (deutsch) Brief der Heloise an dem Abelard. Gotha 1760 (deutsch und französisch)
- Héroïde. Armide a Renaud. Paris 1758.
- Astarbé. Tragödie. 1758.
- Caliste. Tragödie. 1761.
- Le Patriotisme. Gedicht. 1762.
- (Übersetzer) Edward Young: Première nuit. Delalain, Paris 1770.
- Les hommes de Prométhée. Gedicht. Amsterdam 1775.
- Pierre Jabineau de la Voute (1721–1787, Hrsg.): Oeuvres de Colardeau. 2 Bde. Paris 1779.